# Jean Poperen
Pour les articles homonymes, voir Poperen (homonymie).
Jean Poperen, né le 9 janvier 1925 à Angers et mort le 23 août 1997, est un homme politique français. Il fut membre successivement de plusieurs partis politiques et principalement du Parti socialiste.

## Biographie

### Enfance, formation et parcours professionnel
Il est né le 9 janvier 1925 de Maurice Poperen (1897-1991), instituteur anarcho-syndicaliste et historien du mouvement ouvrier, et d’une ouvrière brodeuse à Angers, qui décédera le 2 mars 1937, alors que Jean n'a que 12 ans. Les Poperen auront un autre fils, Claude, né en 1931, qui sera militant et responsable communiste jusqu'en 1987.
Jean Poperen suit ses études secondaires au lycée David-d'Angers jusqu'en juin 1940, puis suit sa famille lors de l'exode qui les conduit à Denée (Maine-et-Loire). En 1942, après l'obtention de son baccalauréat, il entre en classe préparatoire littéraire au lycée de Rennes, puis, après sa fermeture à la rentrée suivante, au lycée Louis-le-Grand de Paris. Après son échec au concours d'entrée à l'École normale supérieure, il poursuit ses études à la Sorbonne et obtient l'agrégation d'histoire en 1947.
Nommé à la rentrée 1947 professeur au lycée de garçons d'Amiens, il y fait la rencontre d'un autre enseignant avec qui il se lie, Gilles Deleuze, qui y enseigne la philosophie. En 1950, il obtient un poste à Paris, au lycée Janson-de-Sailly. Après une courte interruption de sa carrière, entre juin 1952 et août 1953, il reprend son poste, puis sera maître assistant d'Histoire à l'Université Paris I.

### Le militant communiste: de l'orthodoxie à la dissidence
Malgré le scepticisme de son père, qui fut toute sa vie opposé à l'autoritarisme « stalinien », Jean fait ses premières armes militantes au sein du Parti communiste français qu'il rejoint en pleine guerre, à 18 ans. Il participe à l'activité des jeunes communistes de la capitale, dans le cadre clandestin de la Résistance. À la Libération, il est secrétaire national des étudiants communistes. Après son entrée dans la vie active, il poursuit son activité militante dans la Somme. Il y est membre du bureau de la fédération communiste départementale. Après son retour à Paris, il intègre la section des intellectuels dirigée par Laurent Casanova et Annie Kriegel.
il est un militant communiste « dans la ligne » et parfois intransigeant : c'est l'époque où François Furet et lui critiquent violemment Albert Soboul parce qu'ils jugent que son analyse des sans-culottes n’était pas orthodoxe. Considéré comme brillant et travailleur acharné par le Parti, il est envoyé un an à Bucarest, en 1952, à l'école des cadres du Kominform. Il y est chargé, entre 1952 et 1953, de l'adaptation en français de textes communistes soviétiques. C'est de ce séjour à Bucarest que datent ses interrogations sur le « communisme réel » et, notamment, sur l'antisémitisme d'État des pays de l'Est[réf. nécessaire]. Il renonce d'ailleurs rapidement à son poste au Kominform pour revenir en France, où il devient secrétaire de la cellule communiste du XVIe arrondissement de Paris.
En 1956, c'est la rupture. Le « rapport Khrouchtchev » et surtout son occultation par la direction du PCF, ainsi que l'intervention soviétique consécutive à l’insurrection de Budapest, finissent de le convaincre de l'impasse stalinienne. En 1958, il participe à la création du « Comité provisoire de liaison pour la réunification du mouvement ouvrier » avec quarante-huit intellectuels communistes, plus connu sous le nom de la revue qu'il publie, Tribune du communisme. Pour eux, le PCF porte la responsabilité la plus lourde dans « la défaite sans combat » du mouvement ouvrier face à l'arrivée du général de Gaulle au pouvoir. Tribune du communisme servira de base de lancement au Parti socialiste autonome (PSA), en 1958, puis au Parti socialiste unifié (PSU), en 1960.
En 1959, il est exclu du parti.

### À la recherche de l'unité: du PSU au congrès d'Épinay
Pendant toutes les années 1960, Jean Poperen va être à la recherche de l'unité de la gauche française. Dès 1960, il prend contact avec les dirigeants du Parti socialiste autonome et participe activement à la création du PSU dont il devient l’un des dirigeants. Au sein de ce parti, souvent divisé, Poperen anime un courant qui se veut « unitaire », favorable à l'unité de toute la gauche, voire d'un rapprochement organique revenant sur la scission du congrès de Tours. Mais, surtout, il s'oppose, au nom de la lutte des classes, à la branche « moderniste » du parti, incarnée par Gilles Martinet et Michel Rocard. La cristallisation de cette opposition naît en 1963, au congrès dit de « la Grange aux Belles » : Poperen devient le chef de file de la minorité du PSU et conspue la fascination de la majorité pour la « nouvelle bourgeoisie technicienne ».
Après le congrès de 1967, qui voit l'orientation « moderniste » du PSU confirmée et, surtout, le refus de la majorité d'intégrer la FGDS en cours de constitution dans la foulée de la candidature de François Mitterrand à l'élection présidentielle de 1965, il compare publiquement la direction du parti à une « secte », ce qui lui vaut une exclusion à laquelle il s'attendait.
Il constitue alors avec d'autres l’Union des groupes et clubs socialistes (UGCS). En avril 1968, l’UGCS rejoint la FGDS, et Jean Poperen devient membre du bureau politique de cette fédération. Après l'échec du Congrès d'Alfortville, dont elle s'est finalement retirée, l'UGCS est partie prenante de la refondation du Parti Socialiste (PS) au Congrès d'Issy-les-Moulineaux.
Lors du congrès d'Épinay, en 1971, qui voit l'unité des socialistes se réaliser, il dépose une motion qui obtient 12 % des mandats. Il soutient alors Alain Savary contre François Mitterrand. Poperen défend l'union de la gauche, certes, mais refuse de se coaliser avec ceux qui, au sein de la SFIO, ont toujours défendu l'alliance au centre, et qui viennent, derrière Gaston Defferre dont la motion a obtenu 29 %, de se rallier à Mitterrand. Il doute de leur sincérité et s'oppose à cette combinaison d'appareil qui lui semble surtout viser à se débarrasser définitivement de Guy Mollet.

### Au sein du Parti socialiste, le courant «poperéniste»
Même s'il ne se compte pas forcément à tous les congrès, le courant animé par Jean Poperen, d'abord appelé « Rassembler à Gauche », puis « Nouveau Monde 92 », va être un de ceux qui vont structurer le parti jusqu'au début des années 1990. Rallié à la majorité mitterrandienne dès 1973, après que sa motion n'eut obtenu que de justesse 5 % des mandats, ce courant se retrouve surtout autour de sa publication bimensuelle, Synthèse flash, animée par Colette Audry, qui sera publiée de 1969 à 1997.
Jean Poperen est nommé, en 1973, délégué national du Parti socialiste aux questions industrielles. Peu enthousiaste à l'accueil des rocardiens au sein du Parti socialiste, il rejoint la motion mitterandiste lors du congrès de Pau en 1975 et devient secrétaire national à la propagande, puis secrétaire national à la coordination après le congrès de Metz (1979). Bien qu'officiellement chargé de l'organisation de la campagne présidentielle de 1981, il est cependant écarté du cercle des proches du candidat, qui sont réellement à la manœuvre.
Après la victoire de François Mitterrand à l'élection présidentielle, et l'arrivée de Lionel Jospin au poste de premier secrétaire, Jean Poperen va devenir, tout en restant secrétaire national à la coordination, le no 2 du Parti socialiste.
L'expérience de la gauche au pouvoir met cependant Poperen en situation difficile, tiraillé entre sa loyauté envers le gouvernement et la distorsion entre ses orientations et les choix de l'exécutif. Cela se traduit notamment par des décalages entre l'expression de Synthèse flash et celle de Poperen lui-même. Il n'y a, finalement, que sur la question laïque et l'abandon du projet Savary d'unification du service public d'éducation, en 1984, que Poperen exprime sa colère.
Le courant est plus ou moins réactivé en 1986, avec une grande réunion salle de la Mutualité, à Paris. Bien qu'il renonce à déposer une motion lors du Congrès de Lille (1987), il y exprime à la tribune l'ampleur de ses divergences avec le primat de la « structure d'appareil » sur la « volonté de pluralisme ». Cette attaque qui vise le premier secrétaire, Lionel Jospin, lui vaut de perdre son poste de secrétaire national et de numéro 2 du parti.
Il profite de son accession au gouvernement après la réélection de François Mitterrand en 1988 pour revitaliser son courant, qui exprime ses nuances, notamment sur la création du RMI, sur la politique salariale de l'État, qu'il juge trop austère, ou encore sur les atermoiements de Lionel Jospin lors de l'« affaire des foulards » de Creil.
Lors du Congrès de Rennes, il espère tirer profit de l'explosion du courant mitterrandiste pour prendre la direction du parti. Mais le score de sa motion (7,5 %) montre l'ampleur de ses illusions. Le coup est rude et le courant se délite. Jean-Marc Ayrault, qui faisait figure jusque-là de « dauphin » de Poperen, le quitte. Synthèse flash perd la collaboration de Colette Audry, qui décède en 1991. Enfin, la position très favorable de Poperen en faveur d'une intervention militaire lors de la Guerre du Golfe le coupe d'une partie non négligeable de son courant, notamment des jeunes, et rend caduques les offres de rapprochement faites par les animateurs de la Gauche socialiste en cours de constitution. Une nouvelle tentative, après 1995, se soldera par un nouvel échec, dû au refus de Poperen cette fois-ci.
Après l'échec retentissant des élections législatives de 1993, il présente une motion qui obtient encore 11 % des voix lors du congrès du Bourget. Ce texte qui apparaît comme très critique vis-à-vis du premier secrétaire Michel Rocard, fustige notamment la dérive « sociale-libérale » du parti.
Après la démission de Rocard à la suite de la déroute électorale des européennes de 1994, Poperen soutient le recentrage à gauche proposé par Henri Emmanuelli, qui doit cependant céder la direction du PS à Lionel Jospin, désigné par les militants comme candidat à l'élection présidentielle de 1995.
Après son décès, en 1997, son courant ne lui survit pas. Une partie, derrière Marie-Thérèse Mutin, se maintient provisoirement, obtenant 5,4 % des voix au congrès de Brest (1997), mais disparaît ensuite. La plupart des poperénistes ont suivi le courant Nouveau Monde, puis Un Monde d'avance, mené par Henri Emmanuelli, puis Benoît Hamon.
Emmanuel Maurel, chef de file du courant Maintenant La Gauche lors du congrès de Toulouse (2012) se réclame de l'héritage poperéniste.

### Maire, député et ministre
Candidat « de témoignage », investi par le PSU, lors d'une législative partielle à Paris en 1965, Poperen avait obtenu 7 % des voix, pas assez pour se maintenir au second tour.
Ce n'est qu'en 1973 qu'il se réengage dans la bataille électorale, dans le Rhône. Bien que son « parachutage » n'ait pas été très bien accepté, il est élu député, et constamment réélu ensuite jusqu'en 1993, année où il ne se représente pas. En 1977, il est élu maire de Meyzieu, une ville d'une vingtaine de milliers d'habitants, dans la banlieue lyonnaise, qui le conservera comme premier magistrat jusqu'à sa mort.
En 1988, il est nommé ministre chargé des Relations avec le Parlement dans le gouvernement Rocard I. Il conserve ses fonctions dans le second gouvernement Rocard, en juin 1988. Il est reconduit dans le gouvernement d'Édith Cresson, en 1991.

### Mandat de Député
Député PS du Rhône de 1973 à 1988.

### Mandat local
Maire de Meyzieu de 1977 à sa mort en 1997.

### Fonctions gouvernementales
- Ministre sans portefeuille chargé des Relations avec le Parlement des premier et second gouvernement de Michel Rocard de 1988 à 1991
- Ministre sans portefeuille chargé des Relations avec le Parlement (Gouvernement Édith Cresson) de 1991 à 1992

## Œuvres
- Jean Poperen, Robespierre, textes choisis, Paris, Éditions sociales, 1957, 3 vol, col. Les classiques du peuple.
- Jean Poperen, Une stratégie pour la gauche, Éditions Fayard, 1969.
- Jean Poperen, La gauche française, Éditions Fayard, 1972.
- Jean Poperen, Robespierre, textes choisis, (deuxième édition) 1973-1974.
- Jean Poperen, Le nouveau contrat socialiste : socialistes et liberté, Ramsay, 1988.
- Jean Poperen, Socialistes, la chute finale ?, Paris, Plon, 1993.

## Citations
- Lors du premier Conseil des ministres du gouvernement Cresson (17 mai 1991) : « Mais, vous savez bien, je ne suis pas une girouette ! »[5].
- Lors d'une campagne municipale, son slogan est « Meyzieu, c'est mieux ». Quand on lui pose la question : « Mieux que quoi M. Le Maire ? », il répond : « C'est mieux qu'avant ! ».